# Triffidernas dag (film)
Triffidernas dag (originaltitel: The Day of the Triffids) är en film från 1963 i regi av Steve Sekely och med Howard Keel i huvudrollen. Filmen är baserad på romanen med Triffiderna från 1951 av John Wyndham.
År 1981 producerades en brittisk TV-serie byggd på romanen, som visades i svensk TV 1984.